# George Chaworth Musters
George Chaworth Musters (Nápoles, Reino de las Dos Sicilias, 13 de febrero de 1841 – Londres, Reino Unido, 25 de enero de 1879), marino, explorador y escritor inglés nacido accidentalmente en Italia, especialmente conocido por un viaje de exploración que hizo por el interior de la Patagonia a mediados del siglo XIX, en compañía de una tribu de indígenas tehuelches o patagones.

## Biografía
Nació en Nápoles, donde sus padres se hallaban de viaje. Hijo del militar británico John George Musters de Nottinghamshire, y de su esposa Emily Hamond de Norfolk, ambos relacionados con la nobleza.
Se enroló en Real Armada en 1854, y al poco tiempo sirvió en el yate de la reina Victoria. Asignado a la flota inglesa del Atlántico Sur, en un viaje a Río de Janeiro escaló el cerro Pan de Azúcar y colocó en su cima una bandera británica, que los locales tardaron años en poder retirar.
Poco después hizo un viaje a la Patagonia, donde quedó impresionado por el desconocimiento que se tenía del interior de ese territorio; pero se desanimó al ser informado de que la única posibilidad de recorrerlo era formando parte de una caravana tehuelche.
Abandonó posteriormente la Armada para intentar la cría de ovejas en Uruguay, empresa en la que fracasó. Viajó en 1869 a las islas Malvinas, desde donde decidió realizar un recorrido por la Patagonia.
Llegó a Punta Arenas, sobre el estrecho de Magallanes, en abril de 1869. No encontrando indígenas, se unió a una partida militar chilena, que partía hacia el norte a buscar desertores. Llegaron al almacén de Luis Piedrabuena en la isla Pavón, en el río Santa Cruz, donde su encargado convenció a los indígenas de aceptar a Musters en calidad de huésped, asegurándoles que no iba a ser una molestia para ellos.

### Vida entre los patagones
Durante cuatro meses, el contingente tehuelche permaneció en el campamento sobre el Santa Cruz, tiempo que Musters aprovechó para ganarse su confianza y entrenarse para la vida entre los indios.
Finalmente, en agosto la caravana partió hacia el norte. Musters iba en el mismo grupo que los personajes más importantes: Orkeke y Casimiro Biguá, los más poderosos caciques de la historia de los tehuelches. Remontaron el Río Chico de Santa Cruz y luego viajaron hacia el norte en un recorrido de aguada en aguada – que los tehuelches meridionales llamaban aiken – a corta distancia de la cordillera. Por ese mismo recorrido, con diferencia de pocos kilómetros, pasa hoy la Ruta Nacional N° 40.
En su recorrido pasaron por los lugares que actualmente ocupan las localidades de Perito Moreno, en la Provincia de Santa Cruz; Río Mayo, Río Senguerr, Tecka, laguna Esguel – al este de la actual Esquel, que lleva su nombre – y El Maitén, en la Provincia del Chubut; y Ñorquincó y Pilcaniyeu (lugar que citó con el nombre tehuelche de Geylum) en la Provincia de Río Negro.
En Geylum conoció al cacique mapuche Foyel, segundo del gran cacique Sayhueque, que lo invitó a visitar a su jefe. Pero los tehuelches desconfiaban de Sayhueque y llevaban algunas semanas de retraso respecto de sus planes, de modo que continuaron su camino hacia el este, por el trazado de la actual Ruta Nacional 23, por Maquinchao y Valcheta.

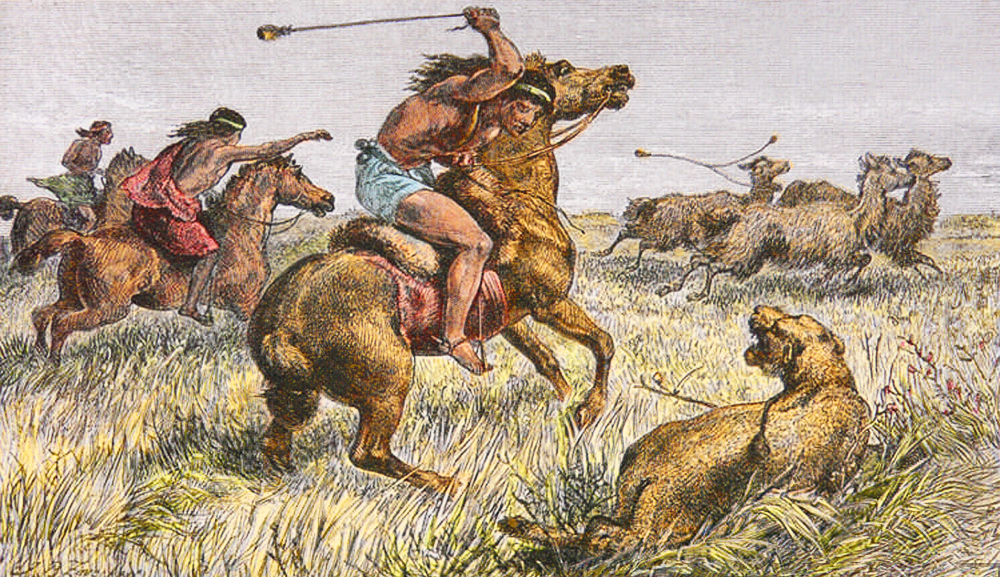
Figura de un tehuelche cazando un puma, publicada en su libro.

Cuando llegó a Carmen de Patagones la travesía había durado poco más de un año a lo largo de 2 750 kilómetros. En su viaje había sido testigo de los paisajes de la región, de sus posibilidades y limitaciones económicas. También pudo observar el modo de vida de los tehuelches, incluyendo la caza de animales, las pequeñas riñas y problemas que enfrentaba cada día la tribu y la ejecución de un cacique menor que había atentado contra la vida de Orkeke.
Estrictamente hablando, se podría presumir que la intención de Musters al hacer ese viaje era hacer un relevamiento de las posibilidades económicas de la región, pero eso no se trasluce en el relato que hizo de su viaje, editado en Londres en 1871 con el nombre de "En casa con los Patagones". En las ediciones en español suele ser llamado "Vida entre los Patagones". En este libro quedaron plasmadas costumbres, curiosidades, rituales y un vocabulario tehuelche; además, información acerca de la geología, orografía, hidrografía, la fauna y la flora del interior, desconocidos hasta ese momento.

### Exploraciones posteriores
Tras su regreso a Inglaterra, hizo un viaje de exploración al extremo oeste de Canadá. Desde allí viajó a Chile en 1873, intentando una segunda travesía desde Valdivia a Buenos Aires, pero no alcanzó a concretarla porque mató en una riña a varios indígenas mapuches y fue capturado por el cacique de los mismos. Durante el consejo que debía decidir sobre su vida repartió bebidas alcohólicas, de modo que aprovechó la ebriedad de sus captores para huir.
De regreso en Londres, contrajo matrimonio con una boliviana y viajó a Bolivia con su esposa para vivir allí y dedicarse a explorar las montañas en busca de minerales, pero no tuvo éxito. En 1876 regresó una vez más a Londres, donde fue nombrado cónsul en la colonia portuguesa de Mozambique.
Cuando se disponía a partir hacia ese nuevo destino, decidió extirparse de un absceso. La intervención quirúrgica causó su muerte en enero de 1879, a los 38 años de edad.
Una pequeña localidad de la Provincia de Río Negro y el Lago Musters, en la Provincia del Chubut —que el explorador no visitó— llevan el nombre de este aventurero británico.